# Elena Funari
Elena Funari (Napoli, 12 aprile 1995) è un'attrice italiana.

## Biografia
Nata nel 1995 a Napoli, Elena Funari è cresciuta a Caserta e oltre all'italiano, parla fluentemente l'inglese, il francese e lo spagnolo. Ha studiato presso il liceo linguistico, poi ha iniziato a lavorare come illustratrice. Dopo la maturità linguistica, ha deciso di iscriversi presso la facoltà di psicologia dell'Università degli Studi Suor Orsola Benincasa di Napoli, ma alcuni anni dopo ha lasciato gli studi per dedicarsi alla recitazione, così ha deciso di iscriversi presso il Centro sperimentale di cinematografia di Roma. Nel 2018 si è formata in recitazione presso il teatro azione.
Nel 2016 ha iniziato la sua carriera come attrice con il cortometraggio Ti proteggerò diretto da Eugenio di Fraia. Nel 2018 ha recitato nel cortometraggio Al di là del buio. L'anno successivo, nel 2019, ha preso parte allo spot pubblicitario Renault Clio. Nello stesso anno ha recitato nel film Mollami diretto da Matteo Gentiloni. Nel 2021 ha ricoperto il ruolo di Maddalena nel film televisivo Carosello Carosone diretto da Lucio Pellegrini e ha recitato nella miniserie Campari Framing Passion (nel ruolo di Alice) e nella serie Il cacciatore. Sempre nel 2021 ha preso parte al cast del film Reefa diretto da Jessica Kavana Dornbusch.
Nel 2021 e nel 2023 è entrata a far parte del cast della serie Buongiorno, mamma!, nel ruolo di Francesca Borghi, insieme agli attori Raoul Bova e Maria Chiara Giannetta. Nel 2022 ha ricoperto il ruolo di Anna Gambardella nella serie Mina Settembre e ha interpretato il ruolo di Rebecca nel film Sotto il sole di Amalfi diretto da Martina Pastori. Nel 2023 ha vestito i panni di Lavinia Bonessio nel film televisivo La stoccata vincente diretto da Nicola Campiotti e quello di Kimberly nel film Enea diretto da Pietro Castellitto.

## Filmografia

### Cinema
- Mollami, regia di Matteo Gentiloni (2019)
- Reefa, regia di Jessica Kavana Dornbusch (2021)
- Sotto il sole di Amalfi, regia di Martina Pastori (2022)
- Enea, regia di Pietro Castellitto (2023)

### Televisione
- Carosello Carosone – film TV, regia di Lucio Pellegrini (2021)
- Campari Framing Passion – miniserie TV, 2 episodi (2021)
- Il cacciatore – serie TV, 7 episodi (2021)
- Buongiorno, mamma! – serie TV, 24 episodi (2021-2023)
- Mina Settembre – serie TV, 2 episodi (2022)
- La stoccata vincente, regia di Nicola Campiotti – film TV (2023)

### Cortometraggi
- Ti proteggerò, regia di Eugenio di Fraia (2016)
- Al di là del buio (2018)

## Teatro
- Gretel - Un viaggio di solo ritorno, diretto da Roberto Galano (2016)
- È un momento di calma, diretto da Alessandra Fallucchi (2019)
- Mi amavi ancora di Florian Zeller, diretto da Stefano Artissunch (2019)

## Spot pubblicitari
- Renault Clio (2019)